# Sydhavsøens Hersker
Sydhavsøens Hersker er en amerikansk stumfilm fra 1922 af George Melford.

## Medvirkende
- Lila Lee som Ruth Attwater
- James Kirkwood som Robert Herrick
- Raymond Hatton som J.L. Huish
- George Fawcett som Davis
- Noah Beery som Richard Attwater
- Jacqueline Logan som Tehura